# Ninian
Sankt Ninian (också omnämnd som Nynia, Ringan och Trinnean; född cirka 360, död 432) är den första biskopen som man vet besökte Skottland. Varken hans födelseplats eller födelsedatum är kända, inte heller hans tidiga liv är känt med säkerhet.

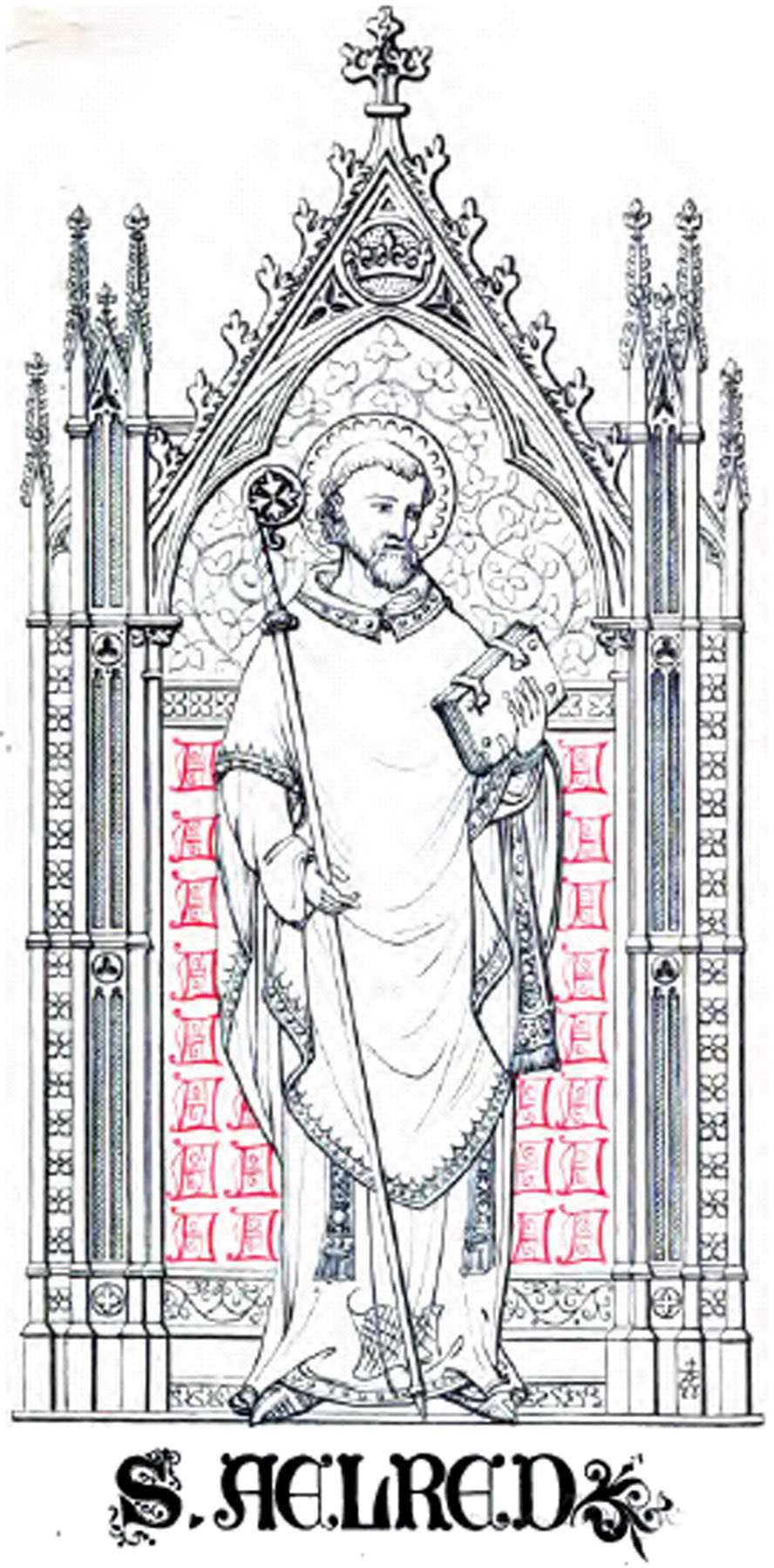
Ninian